# مقاطعة كوتشايز (أريزونا)
مقاطعة كوتشايز (بالإنجليزية: Cochise County)‏ هي إحدى مقاطعات ولاية أريزونا في الولايات المتحدة الأمريكية.

## أعلام
- لويس روبلس